# Saps at Sea
Saps at Sea (bra Marujos Improvisados) é uma comédia cinematográfica estadunidense de 1940, dirigida por Gordon Douglas e estrelada pela dupla Stan Laurel e Oliver Hardy.